# Max (Groot-Brittannië)
Max is een Brits historisch merk van scooters.
De bedrijfsnaam was: Johnson and Phillips, of Charlton in Kent.
Johnson and Phillips was een bedrijf dat al vanaf 1875 elektrische apparaten produceerde.
Van 1907 tot 1909 werd door dit bedrijf de Max-scooter gebouwd. De machine had een Douglas 2½pk-eencilinder-blok, riemaandrijving en kleine wielen.
De berijder kon niet zitten, maar stond op twee treeplanken die naast het achterwiel zaten. Deze treeplanken konden omgeklapt worden en dienden dan als standaard. De constructeur was Claude Johnson, de toenmalige secretaris van de Britse automobielclub de latere directeur van Rolls Royce.